# Winter-Universiade 2013/Ski Alpin
Bei der Winter-Universiade 2013 wurden zehn Wettkämpfe im Ski Alpin ausgetragen.

## Bilanz

### Medaillenspiegel
| Platz  | Land       | Gold | Silber | Bronze | Gesamt |
| ------ | ---------- | ---- | ------ | ------ | ------ |
| 1      | Frankreich | 2    | 4      | –      | 5      |
| 2      | Italien    | 2    | 1      | 2      | 4      |
| 3      | Slowakei   | 1    | 3      | –      | 5      |
| 4      | Polen      | 1    | 1      | 1      | 1      |
| 5      | Russland   | 1    | –      | 1      | 3      |
| 6      | Finnland   | 1    | –      | –      | 2      |
| 6      | Monaco     | 1    | –      | –      | 2      |
| 6      | Serbien    | 1    | –      | –      | 3      |
| 9      | Österreich | –    | 1      | –      | 1      |
| 9      | Schweiz    | –    | 1      | –      | 1      |
| 11     | Tschechien | –    | –      | 3      | 1      |
| 12     | Belarus    | –    | –      | 1      | 1      |
| 12     | Schweden   | –    | –      | 1      | 1      |
| Gesamt | Gesamt     | 10   | 11     | 9      | 30     |

### Medaillengewinner

#### Männer
| Disziplin          | Gold                | Silber                         | Bronze          |
| ------------------ | ------------------- | ------------------------------ | --------------- |
| Abfahrt            | Davide Cazzaniga    | Blaise Giezendanner            | Guglielmo Bosca |
| Super-G            | Blaise Giezendanner | Nicolas Raffort                | Guglielmo Bosca |
| Riesenslalom       | Jonas Fabre         | Thibaut Favrot Guglielmo Bosca | nicht vergeben  |
| Slalom             | Joonas Räsänen      | Adam Žampa                     | Kryštof Krýzl   |
| Alpine Kombination | Olivier Jenot       | Blaise Giezendanner            | Ondřej Berndt   |

#### Frauen
| Disziplin          | Gold                    | Silber            | Bronze              |
| ------------------ | ----------------------- | ----------------- | ------------------- |
| Abfahrt            | Walentina Golenkowa     | Jana Gantnerová   | Karolina Chrapek    |
| Super-G            | Giulia Borgetti         | Karolina Chrapek  | Walentina Golenkowa |
| Riesenslalom       | Maryna Gąsienica-Daniel | Michelle Morik    | Veronica Smedh      |
| Slalom             | Nevena Ignjatović       | Margaux Givel     | Martina Dubovská    |
| Alpine Kombination | Jana Gantnerová         | Barbara Kantorová | Maryja Schkanawa    |